# كاترينا شتانكو
شتانكو كاترينا فولوديميريفنا أو كاترينا شتانكو هي فنانة ورسامة وكتابة أوكرانية، وهي زوجة شتانكو أوليكسي فولوديميروفيتش.
عرف عنها تصميم بعض الطوابع البريدية الأوكرانية.

## معرض الصور

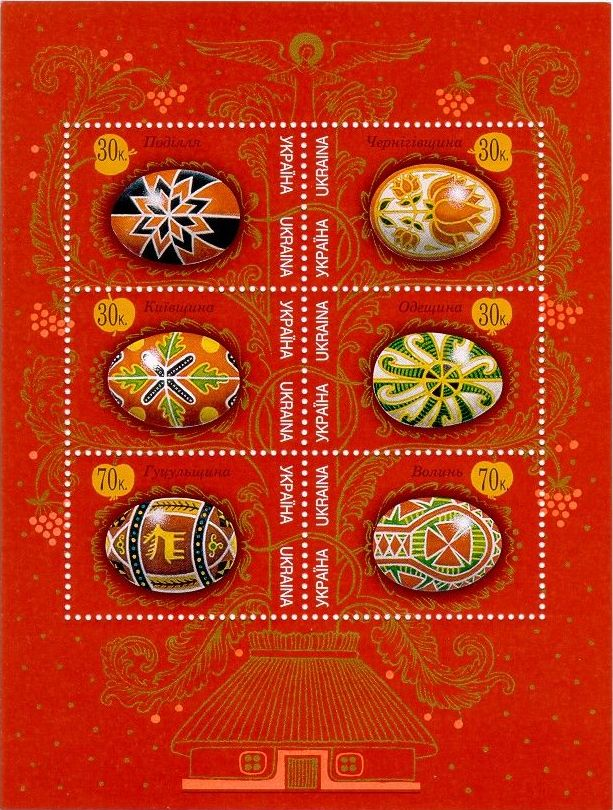
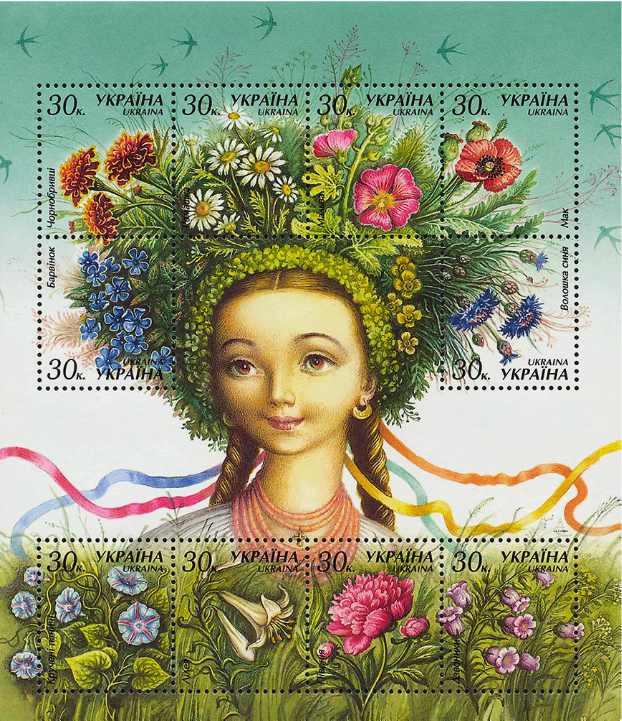
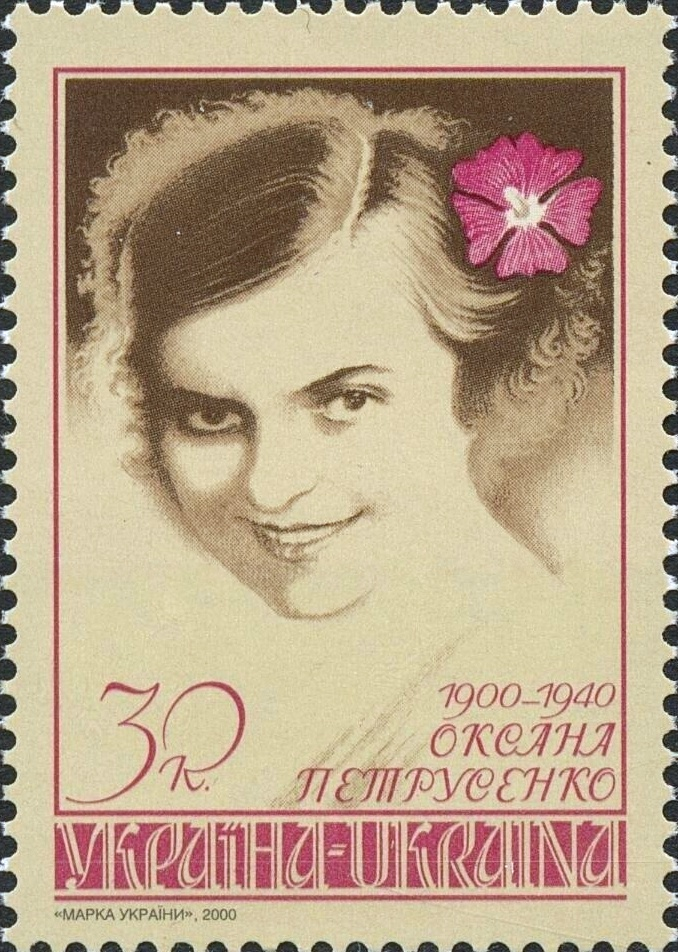
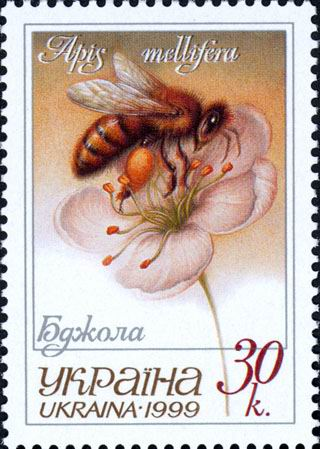
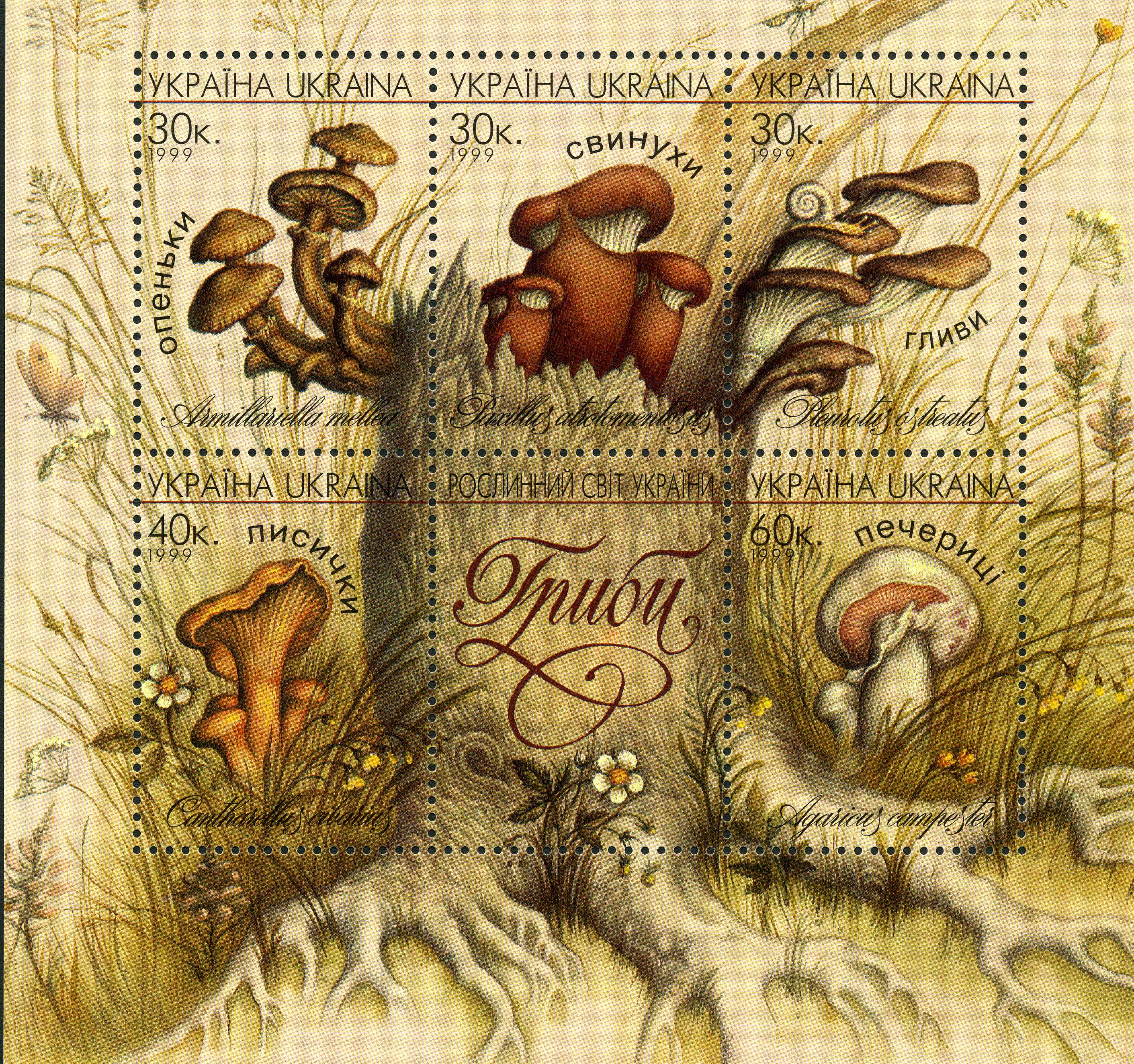
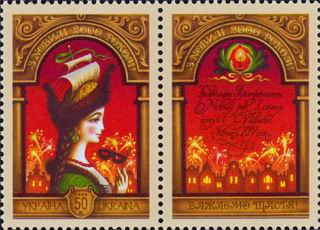

أدناه بعض الطوابع التي صممتها: